# Oncophorus crispatus
Oncophorus crispatus là một loài Rêu trong họ Dicranaceae. Loài này được (Dicks. ex With.) Lindb. mô tả khoa học đầu tiên năm 1879.